# Commission scolaire des Grandes-Seigneuries
 (septembre 2020).
Pour les raisons suivantes :
- Les commissions scolaires québécoises étaient une forme de gouvernement local composé de commissaires élus et disposant de pouvoirs de taxation. Leur admissibilité dans Wikipédia est bien établie.
- Par contre, les centres de service scolaires sont plutôt des centres administratifs relevant du ministère de l'Éducation. Leur mode de gestion et leurs pouvoirs sont différents de ceux des commissions scolaires. Leur admissibilité selon les critères de Wikipédia n'a pas encore été démontrée.
- Vu leur nature différente, les éventuels articles sur les centres de services scolaires devraient être distincts de ceux des commissions scolaires, et non des renommages de ceux-ci.
- Les contributeurs sont invités à discuter de ce sujet sur Discussion Projet:Québec.

 (septembre 2014).
La commission scolaire des Grandes-Seigneuries est une ancienne commission scolaire québécoise située dans la région de la Vallée-du-Haut-Saint-Laurent en Montérégie au Québec (Canada).
À partir de 15 juin 2020, les commissions scolaires sont transformées en centres de services scolaires en raison de l’adoption du projet de loi no 40 modifiant la loi sur l'instruction publique. La nouvelle organisation et gouvernance scolaires a été adoptée le samedi 8 février 2020 par l'Assemblée nationale. Ainsi, la Commission scolaire des Grandes-Seigneuries est abolie et remplacée par un centre de services scolaire.